# Johann Konrad Achaz Holscher
Johann Konrad Achaz Holscher (* 28. Oktober 1755 in Bennigsen; † 29. September 1840 in Hannover) war ein deutscher lutherischer Theologe und Generalsuperintendent der Generaldiözese Hoya-Diepholz.

## Leben
Holscher wurde nach dem Studium der Theologie Collaborator am Lehrerseminar in Hannover, 1781 Hofkaplan und zweiter Pastor an der Neustädter Hof- und Stadtkirche St. Johannis in Hannover, 1789 Superintendent in Münder, 1794 Superintendent in Ronnenberg und 1806 erster Pastor an der Neustädter Kirche in Hannover. 1834 wurde er emeritiert. Von 1816 bis 1840 war er auch Mitglied des Konsistoriums in Hannover und Generalsuperintendent der Generaldiözese Hoya-Diepholz.

## Werke
- Versuch über den Landprediger (Hannover 1787)
- Kurze Anleitung für Lehrer und Aufseherinn von Induestrieschulen, Hannover: Christian Ritscher, 1792; Digitalisat über die Bayerische Staatsbibliothek
- Beruhigungsgründe bey dem Tode unserer Freunde in diesem Kriege (Hannover 1791/1815)
- Dr. Gottfried Leß Leben (Hannover 1797)
- Praktisches Handbuch für Ephoral- und kirchliche Geschäft (Hannover 1800/05)
- Ansichten über Christus Religion, in Briefen, in Beziehung auf die feyerliche Annahme derselben von jüdischen Gottesverehrern in unseren Zeiten, nebst einer Taufrede und Liturgie (Hannover 1801)
- Väterliche Ermahnungen über die beste Anwendung der Jahre nach der Confirmation (Hannover 1804)